# Seleção de Críquete do Sri Lanka

A Seleção de Críquete do Sri Lanka, apelidada de The Lions, é a equipe nacional de críquete do Sri Lanka. É um membro pleno do Conselho Internacional de Críquete (ICC) com test cricket e status One Day International (ODI). A equipe jogou, pela primeira vez, no campeonato de críquete internacional em 1926-27, e mais tarde foram concedidos test cricket em 1982, o que fez do Sri Lanka a oitava nação a jogar na categoria test cricket. A equipe é administrada pelo Sri Lanka Cricket. Angelo Mathews é o atual capitão de todos os formatos do jogo.
A Seleção de Críquete do Sri Lanka alcançou considerável sucesso no início dos anos 1990, passando de status underdog para campeão da Copa do Mundo de Críquete em 1996. Desde então, a equipe continuou a ser uma força no críquete internacional. A equipe de críquete do Sri Lanka chegou à final dos jogos da Copa do Mundo de Críquete de 2007 e 2011, consecutivamente, mas acabaram sendo derrotados em ambas as ocasiões. Entre seus jogadores de destaque estão Sanath Jayasuriya, Aravinda de Silva, Mahela Jayawardene, Kumar Sangakkara e Tillakaratne Dilshan, além de Muttiah Muralitharan, Chaminda Vaas, Lasith Malinga, Ajantha Mendis, Rangana Herath, entre muitos outros jogadores de críquete talentosos.
O Sri Lanka venceu a Copa do Mundo de Críquete em 1996, o ICC Champions Trophy em 2002 (co-campeão com a Índia), e o Copa do Mundo de Críquete T20 em 2014. Eles têm sido vice-campeões desde 2007 e na Copa do Mundo de Críquete de 2011, e foram segundos colocados também no ICC Mundial Twenty20 em 2009 e 2012. A equipe de críquete do Sri Lanka atualmente detém vários recordes mundiais, incluindo o recorde mundial de maior total equipe em testes. O recorde do ODI total era ostentado pela Inglaterra até 30 de agosto de 2016 e o recorde do Twenty20 total era mantido pela Austrália até 6 de setembro de 2016, ambos conquistados pela Seleção de Críquete do Sri Lanka.

## História
A equipe nacional de críquete do Sri Lanka começou com a formação do Colombo Cricket Club em 1832. Por volta de 1880, uma equipe nacional, a equipe de críquete nacional de Ceilão, foi formada, que começou a jogar na forma de First-class cricket na década de 1920. A equipe de críquete nacional do  Ceilão alcançou status de membro associado do Conselho Internacional de Críquete em 1965. Renomeada Sri Lanka em 1972, a equipe nacional competiu pela primeira vez em nível superior no críquete internacional em 1975, quando jogou contra as Índias Ocidentais durante a Copa do Mundo de Críquete de 1975. As Índias Ocidentais venceram o jogo por 9 wickets no Old Trafford, em Manchester, na Inglaterra.
Depois de Sri Lanka conquistar o estatuto de test em 21 de julho de 1981, como a oitava nação a obter o status, a primeira vitória veio em 6 de setembro de 1985, onde o país registrou sua primeira vitória contra a Índia, na segunda partida da série por 149 corridas, no Estádio Paikiasothy Saravanamuttu, em Colombo. Eles também venceram o Campeonato asiático teste de 2001-02, derrotando o Paquistão na final por 175 corridas.
O Sri Lanka registrou sua primeira vitória ODI contra a Índia em Manchester, na Inglaterra, em 16 de junho de 1979. Eles também venceram a Copa do Mundo de Críquete de 1996, e se tornaram co-campeões em 2002 do ICC Champions Trophy (juntamente com a Índia), além de cinco vezes campeões asiáticos em 1986, 1997, 2004, 2008 e 2014.
O Sri Lanka fez seu primeiro jogo Twenty20 Internacional (T20I) no Rose Bowl, em 15 de Junho de 2006, contra a Inglaterra, vencendo a partida por 2 corridas. Em 2014, eles ganharam o ICC Mundial Twenty20, derrotando a Índia por 6 corridas.
A partir de janeiro de 2016, o Sri Lanka têm enfrentado todas as nove equipes no grilo do teste, com o seu adversário mais frequentes sendo o Paquistão, jogando 51 partidas contra eles. O Sri Lanka tem registado mais vitórias contra o Paquistão e Bangladesh do que qualquer outra equipe, com 14. Em jogos do ODI, o Sri Lanka jogou contra 17 equipes, e eles têm jogado contra a Índia com mais frequência, com uma porcentagem de vitórias de 39,49 em 149 partidas. Dentro das principais nações habituais da ODI, o Sri Lanka derrotou a Inglaterra em 34 ocasiões, que é o seu melhor registo nas ODIs. A equipe tem competido contra 13 países em T20Is, e tem jogado 15 partidas contra a Nova Zelândia. O Sri Lanka derrotou a Austrália e as Índias Ocidentais em 6 ocasiões cada. Além disto, foi o melhor time T20I no mundo, onde eles classificaram-se como número um em mais de 32 meses, chegando à final do Mundial Twenty20 três vezes.
Desde 6 de agosto de 2016, o Sri Lanka tem jogado 250 partidas de teste; onde eles ganharam 77 jogos, perderam 91 partidas e 80 partidas foram desenhadas. Em fevereiro de 2016, o Sri Lanka jogou 765 partidas ODI, ganhando 362 jogos e perdendo 366, enquanto 33 tiveram nenhum resultado.